# Weltcupfinale 2011 (Pferdesport)
Das Weltcupfinale 2011 in Leipzig war das Finale der Weltcupserien in vier Pferdesportdisziplinen: Dressur- und Springreiten sowie Vierspännerfahren und Voltigieren. Es fand vom 27. April bis zum 1. Mai 2011 in den Messehallen 1 und 3 der Messe Leipzig statt.
Erstmals überhaupt wurde ein Weltcupfinale in vier Disziplinen des Pferdesports an einem Ort durchgeführt.
Schirmherr der Veranstaltung war der deutsche Bundesminister des Innern, Hans-Peter Friedrich. Ursprünglich hatte sein Amtsvorgänger Thomas de Maizière die Schirmherrschaft übernommen.

## Pferdesport in Leipzig
Die Leipziger Messe ist seit 1998 Austragungsort der Reitsportmesse „Partner Pferd“, in deren Rahmen ein internationales Spring- und Dressurreitturnier ausgetragen wird. Seit 2008 sind auch Voltigierwettbewerbe Teil des Turniers, von 2001 bis 2007 waren auch Reiningwettbewerbe (unter dem Namen L.E. Grand Open) Teil des Turniers.
Messe und Turnier finden im Regelfall Ende Januar statt, im Jahr 2011 wurde die Veranstaltung für das Weltcupfinale auf Ende April verschoben.

## Disziplinen
Im Rahmen des Weltcupfinals 2011 fanden die Finals folgender internationaler Turnierserien statt:
- Dressurreiten:
  - FEI-Weltcup Dressurreiten, von der FEI durchgeführte internationale Turnierserie
- Springreiten:
  - FEI-Weltcup Springreiten, von der FEI durchgeführte internationale Turnierserie
  - European Youngster Cup, europäische Turnierserie für U25-Springreiter
- Vierspännerfahren:
  - FEI-Weltcup Vierspännerfahren, von der FEI durchgeführte internationale Turnierserie
- Voltigieren:
  - FEI-Weltcup Voltigieren, von der FEI durchgeführte internationale Turnierserie

Zudem fanden hier die Finals weiterer nationaler Turnierserien und eine CSI 3* statt.

## Dressurreiten

### Qualifizierte Teilnehmer
| Weltcupliga                                   | Anzahl der Reiter, die sich aus dieser Liga für das Weltcupfinale qualifizieren | qualifizierte Teilnehmer |
| --------------------------------------------- | ------------------------------------------------------------------------------- | --- |
| Zentraleuropaliga                             | 2                                                                               | Katarzyna Milczarek Robert Acs |
| Nordamerikanische Liga                        | 2                                                                               | Jan Ebeling Shawna Harding |
| Pazifische Liga                               | 1                                                                               | Chantal Wigan (Absage) |
| Westeuropaliga                                | 9                                                                               | Adelinde Cornelissen Ulla Salzgeber Isabell Werth Hans Peter Minderhoud Catherine Haddad ° Patrik Kittel Richard Davison Helen Langehanenberg Tinne Vilhelmson Silfvén (Absage) Nathalie zu Sayn-Wittgenstein-Berleburg Jeroen Devroe (Nachrücker) |
| Teilnehmer aus dem Bereich Asien / Südamerika | 1                                                                               | nicht vergeben, damit weitere Wildcard |
| Wildcards der FEI                             | 2                                                                               | Mikaela Lindh Nina Hoffmann Sergey Puzko |
| Weltcupsieger 2009/2010                       | 1                                                                               | Edward Gal |

° Zusatzreiter: Soweit ein Reiter seinen Wohnsitz in einem anderen Staat als seinem Heimatland hat, kann er in der Liga dieses Landes teilnehmen und wird zunächst auch für diese Liga gewertet. Soweit er sich anhand des Reglements dieser Liga für das Weltcupfinale qualifiziert, zählt er als zusätzlicher Teilnehmer nicht für die (begrenzte) Startplatzanzahl dieser Liga.

### Ablauf und Ergebnisse

#### Grand Prix
Am Abend des 28. Aprils (Donnerstag, zweiter Turniertag) fand der Grand Prix statt. Hierbei handelte es sich um die Einlaufprüfung, diese ist jedoch für alle Teilnehmer des Weltcupfinales Dressur verpflichtend.
Ergebnis:
|   | Reiter                                  | Pferd          | Bewertung |
| - | --------------------------------------- | -------------- | --------- |
| 1 | Adelinde Cornelissen                    | Parzival       | 80,957 %  |
| 2 | Nathalie zu Sayn-Wittgenstein-Berleburg | Digby          | 76,884 %  |
| 3 | Ulla Salzgeber                          | Herzruf´s Erbe | 76,216 %  |
| 4 | Isabell Werth                           | Satchmo        | 74,818 %  |
| 5 | Helen Langehanenberg                    | Damon Hill NRW | 73,480 %  |

(beste 5 von 17 Teilnehmern)

#### Grand Prix Kür (Finale)
Die Finalprüfung des FEI-Weltcup Dressurreiten fand am Abend des 30. April (Samstag) statt. Hierbei handelt es sich um eine Grand Prix Kür. Der Sieger dieser Prüfung ist der Weltcupsieger.
Ergebnis:
|    | Reiter                                  | Pferd                    | Bewertung |
| -- | --------------------------------------- | ------------------------ | --------- |
| 1  | Adelinde Cornelissen                    | Parzival                 | 84,804 %  |
| 2  | Nathalie zu Sayn-Wittgenstein-Berleburg | Digby                    | 80,036 %  |
| 3  | Ulla Salzgeber                          | Herzruf´s Erbe           | 78,821 %  |
| 4  | Edward Gal                              | Sisther de Jeu           | 77,393 %  |
| 5  | Isabell Werth                           | Satchmo                  | 77,143 %  |
| 6  | Patrik Kittel                           | Scandic                  | 76,375 %  |
| 7  | Helen Langehanenberg                    | Damon Hill NRW           | 74,946 %  |
| 8  | Hans Peter Minderhoud                   | Nadine                   | 74,321 %  |
| 9  | Jeroen Devroe                           | Apollo van het Vijverhof | 73,768 %  |
| 10 | Richard Davison                         | Artemis                  | 73,143 %  |
| 11 | Jan Ebeling                             | Rafalca                  | 72,589 %  |
| 12 | Catherine Haddad-Staller                | Winyamaro                | 70,161 %  |
| 13 | Katarzyna Milczarek                     | Ekwador                  | 69,786 %  |
| 14 | Shawna Harding                          | Come on III              | 67,625 %  |
| 15 | Robert Acs                              | Weinzauber               | 65,429 %  |

## Springreiten

### Qualifizierte Teilnehmer (Weltcup)
| Weltcupliga                                         | Anzahl der Reiter, die sich aus dieser Liga für das Weltcupfinale qualifizieren | qualifizierte Teilnehmer |
| --------------------------------------------------- | ------------------------------------------------------------------------------- | --- |
| Arabische Liga                                      | 2                                                                               | Abdullah Waleed Al-Sharbatly Ahmad Saber Hamcho |
| Kaukasusliga                                        | 1                                                                               | Hikmet Musayev (Absage) |
| Zentralasiatische Liga                              | 1                                                                               | Andrei Shalohin (Absage) |
| Zentraleuropaliga                                   | 3                                                                               | Mściwoj Kiecoń (Absage) Tiit Kivisild Wladimir Beletski Gunnar Klettenberg (Nachrücker) |
| Japanliga                                           | 1                                                                               | Daisuke Kawaguchi |
| Nordamerikanische Liga                              | 2 Kanadier                                                                      | Eric Lamaze |
| Nordamerikanische Liga                              | 2 Mexikaner                                                                     | Jose Alberto Martinez Vazquez |
| Nordamerikanische Liga                              | 10 US-Amerikaner                                                                | Ashlee Bond Kirsten Coe Margie Engle Rich Fellers Brianne Goutal Charlie Jayne Beezie Madden Michelle Spadone Richard Spooner McLain Ward |
| Nordamerikanische Liga                              | Eduardo Menezes ° John Perez ° Pablo Barrios °                                  | |
| Pazifische Liga                                     | 2 Australier                                                                    | Brook Dobbin (Absage) Billy Raymont (Absage) |
| Pazifische Liga                                     | 1 Neuseeländer                                                                  | Katie McVean |
| Südafrikaliga                                       | 1                                                                               | Dominey Alexander (Absage) |
| Südamerikanische Liga                               | 3                                                                               | Yuri Mansur Guerios Rodrigo Sarmento (Absage) Ricardo Dircie (Absage) |
| Südostasiatische Liga                               | 1                                                                               | Helena Gabrielsson ° (Absage) Qabil Ambak Mahamad Fathil (Absage) |
| Westeuropaliga                                      | 18                                                                              | Kevin Staut Meredith Michaels-Beerbaum Rodrigo Pessoa ° (Absage) Rolf-Göran Bengtsson Billy Twomey Ludger Beerbaum Sergio Alvarez Moya Jeroen Dubbeldam Malin Baryard-Johnsson Simon Delestre Philipp Weishaupt Edwina Alexander ° Christian Ahlmann Luciana Diniz Denis Lynch Lars Nieberg Harrie Smolders Pius Schwizer Marco Kutscher Michael Whitaker (Absage) Gerco Schröder (Nachrücker) |
| Sonderstartplatz für Teilnehmer des Gastgeberlandes | 1                                                                               | nicht zutreffend, da deutsche Reiter für das Weltcupfinale qualifiziert sind |
| Weltcupsieger 2009/2010                             | 1                                                                               | Marcus Ehning |

° Zusatzreiter: Soweit ein Reiter seinen Wohnsitz in einem anderen Staat als seinem Heimatland hat, kann er in der Liga dieses Landes teilnehmen und wird zunächst auch für diese Liga gewertet. Soweit er sich anhand des Reglements dieser Liga für das Weltcupfinale qualifiziert, zählt er als zusätzlicher Teilnehmer nicht für die (begrenzte) Startplatzanzahl dieser Liga.

### Ablauf und Ergebnisse

#### Weltcup
Zuletzt wurde im Jahr 2002 das Weltcupfinale der Springreiter in Leipzig ausgetragen.

##### 1. Teilprüfung
Die erste Teilprüfung des Weltcupfinales der Springreiter fand am Donnerstag, den 28. April, nachmittags statt. Hier traten die Teilnehmer in einer Zeitspringprüfung an. Das Ergebnis wurde, wie im Artikel FEI-Weltcup Springreiten erläutert, in Strafpunkte umgerechnet.
Ergebnis:
|    | Reiter                 | Pferd       | Zeit                              | Punkte (Gesamtwertung) |
| -- | ---------------------- | ----------- | --------------------------------- | ---------------------- |
| 1  | Marco Kutscher         | Cash        | 63,55 s + 0 Strafsekunden = 63,55 | 44                     |
| 2  | Marcus Ehning          | Sabrina     | 63,79 s + 0 Strafsekunden = 63,79 | 42                     |
| 3  | Christian Ahlmann      | Taloubet Z  | 64,03 s + 0 Strafsekunden = 64,03 | 41                     |
| 4  | Gerco Schröder         | New Orleans | 65,12 s + 0 Strafsekunden = 65,12 | 40                     |
| 5  | Margie Engle           | Indigo      | 65,62 s + 0 Strafsekunden = 65,62 | 39                     |
| 6  | Katie McVean           | Delphi      | 65,67 s + 0 Strafsekunden = 65,67 | 38                     |
| 7  | Jeroen Dubbeldam       | Simon       | 66,34 s + 0 Strafsekunden = 66,34 | 37                     |
| 8  | Ashlee Bond            | Cadett      | 66,44 s + 0 Strafsekunden = 66,44 | 36                     |
| 9  | Kevin Staut            | Silvana     | 67,01 s + 0 Strafsekunden = 67,01 | 35                     |
| 10 | Malin Baryard-Johnsson | Tornesch    | 67,53 s + 0 Strafsekunden = 67,53 | 34                     |

(beste 10 von 43 Teilnehmern)

##### 2. Teilprüfung
Die zweite Prüfung fand am Nachmittag des 29. April statt. Hierbei handelte es sich um eine Springprüfung mit einmaligem Stechen.
Nach den ersten beiden Teilprüfungen wurden die erreichten Punkte der Teilnehmer zusammengerechnet. Anschließend wurden diese Wertungspunkte in Fehlerpunkte umgerechnet.
Ergebnis:
|               | Reiter              | Pferd          | 1. Umlauf | 1. Umlauf     | Stechen  | Stechen | Punkte (Gesamtwertung) |
| Straf- punkte | Reiter              | Pferd          | Zeit (s)  | Straf- punkte | Zeit (s) |         | Punkte (Gesamtwertung) |
| ------------- | ------------------- | -------------- | --------- | ------------- | -------- | ------- | ---------------------- |
| 1             | Eric Lamaze         | Hickstead      | 0         | -             | 0        | 40,68   | 44                     |
| 2             | Christian Ahlmann   | Taloubet Z     | 0         | -             | 0        | 40,86   | 42                     |
| 3             | Gerco Schröder      | New Orleans    | 0         | -             | 0        | 44,77   | 41                     |
| 4             | Sergio Alvarez Moya | Action-Breaker | 0         | -             | 0        | 48,79   | 40                     |
| 5             | McLain Ward         | Antares F      | 0         | -             | 4        | 39,37   | 39                     |
| 6             | Marco Kutscher      | Cash           | 0         | -             | 4        | 40,89   | 38                     |
| 7             | Pablo Barrios       | Quick Star     | 0         | -             | 8        | 42,02   | 37                     |
| 8             | Katie McVean        | Delphi         | 1         | 76,72         | -        | -       | 36                     |
| 9             | Simon Delestre      | Couletto       | 1         | 76,78         | -        | -       | 35                     |
| 10            | Pius Schwizer       | Carlina        | 4         | 71,87         | -        | -       | 34                     |

(beste 10 von 41 Teilnehmern)

##### 3. Teilprüfung
Den Abschluss bildete die dritte Teilprüfung, eine Springprüfung mit zwei unterschiedlichen Umläufen. An dieser Prüfung, die am Sonntagnachmittag stattfand, durften nur noch die 30 bestplatzierten Reiter aus den ersten zwei Wertungen teilnehmen.
Ergebnis:
|               | Reiter            | Pferd               | 1. Umlauf     | 2. Umlauf     | Gesamt |
| Straf- punkte | Reiter            | Pferd               | Straf- punkte | Straf- punkte |        |
| ------------- | ----------------- | ------------------- | ------------- | ------------- | ------ |
| 1             | Beezie Madden     | Coral Reef Via Volo | 0             | 0             | 0      |
| 1             | Jeroen Dubbeldam  | Simon               | 0             | 0             | 0      |
| 3             | Margie Engle      | Indigo              | 0             | 4             | 4      |
| 3             | McLain Ward       | Antares F           | 0             | 4             | 4      |
| 3             | Pius Schwizer     | Carlina             | 4             | 0             | 4      |
| 3             | Kevin Staut       | Silvana             | 4             | 0             | 4      |
| 3             | Eric Lamaze       | Hickstead           | 0             | 4             | 4      |
| 3             | Christian Ahlmann | Taloubet Z          | 4             | 0             | 4      |

(beste 8 von 27 Teilnehmern)

##### Gesamtergebnis aus drei Teilprüfungen
Aus dem Gesamtergebnis der drei Prüfungen geht der Weltcupsieger der Springreiter hervor.
|        | Reiter                        | Pferd/ Pferde                     | 1. Prüfung | 2. Prüfung    | Punkte aus Prüfung 1 und 2 | Punkte, umgerechnet in Strafpunkte | 3. Prüfung    | 3. Prüfung | Straf- punkte |
| Punkte | Reiter                        | Pferd/ Pferde                     | Punkte     | Straf- punkte | Punkte aus Prüfung 1 und 2 | Punkte, umgerechnet in Strafpunkte | Straf- punkte |            | Straf- punkte |
| ------ | ----------------------------- | --------------------------------- | ---------- | ------------- | -------------------------- | ---------------------------------- | ------------- | ---------- | ------------- |
| 1      | Christian Ahlmann             | Taloubet Z                        | 41         | 42            | 83                         | 0                                  | 4             | 0          | 4             |
| 2      | Eric Lamaze                   | Hickstead                         | 27         | 44            | 71                         | 6                                  | 0             | 4          | 10            |
| 3      | Jeroen Dubbeldam              | Simon                             | 37         | 24            | 61                         | 11                                 | 0             | 0          | 11            |
| 4      | Marco Kutscher                | Cash                              | 44         | 38            | 82                         | 0                                  | 0             | 12         | 12            |
| 4      | Beezie Madden                 | Danny Boy und Coral Reef Via Volo | 26         | 32            | 58                         | 12                                 | 0             | 0          | 12            |
| 6      | Gerco Schröder                | New Orleans                       | 40         | 41            | 81                         | 1                                  | 8             | 4          | 13            |
| 6      | Katie McVean                  | Delphi                            | 38         | 36            | 74                         | 4                                  | 4             | 5          | 13            |
| 6      | Kevin Staut                   | Silvana                           | 35         | 29            | 64                         | 9                                  | 4             | 0          | 13            |
| 6      | Pius Schwizer                 | Ulysse und Carlina                | 30         | 34            | 64                         | 9                                  | 4             | 0          | 13            |
| 10     | McLain Ward                   | Rothchild und Antares F           | 23         | 39            | 62                         | 10                                 | 0             | 4          | 14            |
| 11     | Malin Baryard-Johnsson        | Tornesch                          | 34         | 33            | 67                         | 8                                  | 4             | 4          | 16            |
| 12     | Margie Engle                  | Indigo                            | 39         | 16            | 55                         | 14                                 | 0             | 4          | 18            |
| 13     | Sergio Alvarez Moya           | Wisconsin und Action-Breaker      | 21         | 40            | 61                         | 11                                 | 8             | 0          | 19            |
| 13     | Richard Spooner               | Cristallo                         | 32         | 28            | 60                         | 11                                 | 4             | 4          | 19            |
| 15     | Philipp Weishaupt             | Souvenir und Catoki               | 33         | 21            | 54                         | 14                                 | 1             | 5          | 20            |
| 16     | Simon Delestre                | Napoli du Ry und Couletto         | 24         | 35            | 59                         | 12                                 | 1             | 13         | 26            |
| 17     | Pablo Barrios                 | Quick Star                        | 18         | 37            | 55                         | 14                                 | 16            | 4          | 34            |
| 17     | Lars Nieberg                  | Lucie und Lord Luis               | 14         | 27            | 41                         | 21                                 | 8             | 5          | 34            |
| 19     | Harrie Smolders               | Regina Z                          | 16         | 22            | 38                         | 22                                 | 8             | 15         | 45            |
| 20     | Marcus Ehning                 | Sabrina                           | 42         | 23            | 65                         | 9                                  | 8             | DNS        |               |
| 21     | Rolf-Göran Bengtsson          | Quintero und Casall               | 31         | 30            | 61                         | 11                                 | 8             | DNS        |               |
| 22     | Luciana Diniz                 | Winningmood                       | 25         | 22            | 37                         | 23                                 | 8             | DNS        |               |
| 22     | Ludger Beerbaum               | Coupe de Coeur und Gotha          | 14         | 31            | 45                         | 19                                 | 12            | DNS        |               |
| 24     | Rich Fellers                  | Flexible                          | 22         | 24            | 36                         | 23                                 | 12            | DNS        |               |
| 25     | Wladimir Beletski             | Rocketman                         | 19         | 13            | 32                         | 25                                 | 12            | DNS        |               |
| 26     | Michelle Spadone              | Uwwalon und Melisimo              | 20         | 27            | 47                         | 18                                 | 20            | DNS        |               |
| 27     | Ashlee Bond                   | Cadett                            | 36         | 15            | 51                         | 16                                 | RET           |            |               |
| 28     | Meredith Michaels-Beerbaum    | Shutterfly und Checkmate          | 29         | 25            | 54                         | 14                                 | DNS           |            |               |
| 29     | Billy Twomey                  | Tinka´s Serenade                  | 28         | 20            | 48                         | 17                                 | DNS           |            |               |
| 30     | Yuri Mansur Guerios           | Chico Z und Vip van den Keersod   | 11         | 18            | 29                         | 27                                 | DNS           |            |               |
| 31     | Eduardo Menezes               | Tomba                             | 17         | 10            | 27                         | 28                                 |               |            |               |
| 31     | Ahmad Saber Hamcho            | Wonderboy III                     | 8          | 19            | 27                         | 28                                 |               |            |               |
| 33     | Kirsten Coe                   | Tristan                           | 7          | 17            | 24                         | 29                                 |               |            |               |
| 34     | John Perez                    | Utopia                            | 12         | 8             | 20                         | 31                                 |               |            |               |
| 35     | Brianne Goutal                | Ballade van het Indihof           | 10         | 9             | 19                         | 32                                 |               |            |               |
| 36     | Charlie Jayne                 | Athena                            | 6          | 11            | 17                         | 33                                 |               |            |               |
| 37     | Jose Alberto Martinez Vazquez | Leonard                           | 4          | 7             | 11                         | 36                                 |               |            |               |
| 37     | Gunnar Klettenberg            | Ulrike R                          | 5          | 6             | 11                         | 36                                 |               |            |               |
| 39     | Daisuke Kawaguchi             | Snowyriver II                     | 3          | 5             | 8                          | 37                                 |               |            |               |
| 40     | Tiit Kivisild                 | Cinnamon                          | 9          | RET           |                            |                                    |               |            |               |
| 41     | Abdullah Al Sharbatly         | Seldana di Campalto               | 13         | DNS           |                            |                                    |               |            |               |
| 42     | Denis Lynch                   | Abbervail van het Dingeshof       | ELI        |               |                            |                                    |               |            |               |
| 42     | Edwina Alexander              | Socrates                          | ELI        |               |                            |                                    |               |            |               |

ELI = ausgeschieden
DNS = nicht gestartet
RET = aufgegeben / verzichtet
Ein Stechen um den Weltcupsieg war nicht erforderlich.

#### Weitere Prüfungen

##### European-Youngster-Cup-Super-Finale
Am Freitagmorgen wurde das „Super Finale“ des European Youngster Cups (EY-Cup) ausgetragen. Bei dieser Springprüfung handelte es sich um eine Springprüfung mit einmaligem Stechen für Reiter bis zum Alter von einschließlich 26 Jahren. Teilnahmeberechtigt waren die besten Teilnehmer des regulären Finales des EY-Cups 2010 beim Frankfurter Festhallenturnier, die erfolgreichsten Teilnehmer US-amerikanischer Qualifikationsprüfungen sowie der Sieger des Großen Preises des Salut-Festivals Aachen (eines der wichtigsten Nachwuchsreiterturniere Deutschlands).
Ergebnis:
|               | Reiter               | Pferd         | 1. Umlauf | 1. Umlauf     | Stechen  | Stechen |
| Straf- punkte | Reiter               | Pferd         | Zeit (s)  | Straf- punkte | Zeit (s) |         |
| ------------- | -------------------- | ------------- | --------- | ------------- | -------- | ------- |
| 1             | Marie Lütgenau       | Strolchi      | 0         | -             | 0        | 39,30   |
| 2             | Tim Brüggemann       | Corio Star    | 0         | -             | 0        | 40,19   |
| 3             | Charlotte Bettendorf | Kiwi du Gibet | 0         | -             | 0        | 41,47   |
| 4             | Hendrik Sosath       | Chalacorada   | 0         | -             | 4        | 39,09   |
| 5             | Reed Kessler         | Ligist        | 0         | -             | 4        | 39,34   |

(beste 5 von 29 Teilnehmern)

##### Großer Preis (CSI 3*)
Als Rahmenturnier zum Weltcupfinale der Springreiter wurde ein CSI 3* ausgetragen: Der Große Preis des CSI 3* wurde Samstag, den 30. April, nachmittags ausgetragen. Der Große Preis war als Springprüfung mit einmaligem Stechen mit Hindernissen bis zu einer Höhe von 1,55 Meter ausgeschrieben. Die Prüfung war mit 100.000 € dotiert.
Ergebnis:
|               | Reiter          | Pferd             | 1. Umlauf | 1. Umlauf     | Stechen  | Stechen |
| Straf- punkte | Reiter          | Pferd             | Zeit (s)  | Straf- punkte | Zeit (s) |         |
| ------------- | --------------- | ----------------- | --------- | ------------- | -------- | ------- |
| 1             | Denis Lynch     | All Inclusive NRW | 0         | -             | 0        | 38.10   |
| 2             | Billy Twomey    | Romanov           | 0         | -             | 0        | 38.24   |
| 3             | McLain Ward     | Rothchild         | 0         | -             | 0        | 38.37   |
| 4             | Kevin Staut     | Zeta              | 0         | -             | 0        | 38.57   |
| 5             | Philippe Rozier | Randgraaf         | 0         | -             | 0        | 39.72   |

(beste 5 von 48 Teilnehmern)
Daneben wurden noch weitere regionale Springprüfungen und Serienfinals ausgetragen.

## Vierspännerfahren

### Qualifizierte Teilnehmer
Für das Weltcupfinale haben sich nach sieben Weltcupstationen folgende Fahrer qualifiziert:
| - Boyd Exell - Koos de Ronde - József Dobrovitz |  |  |  |  |  | - Werner Ulrich - IJsbrand Chardon - Tomas Eriksson |

Zudem erhielt der deutsche Vierspännerfahrer Georg von Stein eine Wildcard für das Weltcupfinale. Diese war zunächst für Christoph Sandmann (als deutschen Meister) vorgesehen, der seine Teilnahme aber absagte. Dann rückte Christian Plücker nach, der aber kurzfristig aufgrund des Ausfalls von zwei Pferden seines Gespanns ausfiel.

### Ablauf und Ergebnisse
Das Weltcupfinale der Vierspännerfahrer wurde zuletzt 2008 in Leipzig ausgetragen.

#### Einlaufprüfung
Am Abend des 29. April (Freitag) fand die Einlaufprüfung für das Weltcupfinale der Vierspännerfahren statt. Die qualifizierten Teilnehmer traten hier in einem Hindernisfahren mit einem Umlauf gegen die Zeit an.
Ergebnis:
|   | Fahrer           | Zeit (s) |
| - | ---------------- | -------- |
| 1 | Boyd Exell       | 125.63   |
| 2 | Tomas Eriksson   | 129.53   |
| 3 | Koos de Ronde    | 140.08   |
| 4 | Werner Ulrich    | 143.41   |
| 5 | Georg von Stein  | 148.31   |
| 6 | IJsbrand Chardon | 155.51   |
| 7 | József Dobrovitz | 167.66   |

#### Finalprüfung
Das Finale des FEI-Weltcups Vierspännerfahren fand dann am Sonntagmittag statt. Die Prüfung war als Hindernisfahren mit zwei Umläufen gegen die Zeit ausgeschrieben. Der Sieger dieser Prüfung, Boyd Exell, ist damit Weltcupsieger 2010/2011.
Ergebnis:
|   | Fahrer           | Zeit (s) 1. Umlauf | Gesamt- zeit (s) |
| - | ---------------- | ------------------ | ---------------- |
| 1 | Boyd Exell       | -                  | 242,12           |
| 2 | József Dobrovitz | -                  | 247,52           |
| 3 | IJsbrand Chardon | -                  | 254,88           |
| 4 | Tomas Eriksson   | 133,10             |                  |
| 5 | Werner Ulrich    | 139,07             |                  |
| 6 | Georg von Stein  | 140,76             |                  |
| 7 | Koos de Ronde    | 151,32             |                  |

## Voltigieren

### Qualifizierte Teilnehmer
Für das Weltcupfinale haben sich nach vier Weltcupstationen (München, Dresden, Salzburg, Paris) folgende Voltigierer qualifiziert:

Damen:
| - Pia Engelberty - Antje Hill - Simone Wiegele - Ines Jückstock (Wildcard) |  |  |  |  |  | - Simone Jäiser - Stefanie Kowald - Anna Cavallaro |

Herren:
| - Patric Looser - Yvan Nousse - Lukas Klouda - Daniel Kaiser (Wildcard) |  |  |  |  |  | - Nicolas Andréani - Viktor Brusewitz - Nikolaus Luschin |

### Ablauf und Ergebnisse
Die Weltcupsaison 2010/2011 war als Pilot-Saison die erste Weltcupsaison der Voltigierer.
Das Finale bestand, wie auch die Qualifikationsturniere, aus zwei Küren, einer am Freitagmittag und einer am Samstagmittag. Beide Prüfungen wurden getrennt nach Geschlechtern durchgeführt. Die zwei Weltcupsieger wurden aus dem Durchschnitt der zwei Kürwertungen ermittelt.
Der Ideengeber der Weltcupserie, Kai Vorberg, konnte gesundheitsbedingt nicht selbst am Weltcup teilnehmen. Er war jedoch als Longenführer für zwei Teilnehmer aktiv.

#### Endergebnis Damen
|   | Voltigierer Longenführer         | Pferd                               | Wertung 1. Kür | Wertung 2. Kür | Gesamt- wertung |
| - | -------------------------------- | ----------------------------------- | -------------- | -------------- | --------------- |
| 1 | Simone Wiegele Agnes Werhahn     | Arkansas                            | 8,320          | 8,613          | 8,467           |
| 2 | Antje Hill Agnes Werhahn         | Arkansas                            | 8,246          | 8,233          | 8,240           |
| 3 | Anna Cavallaro Nelson Vidoni     | Harley                              | 7,533          |                | 7,623           |
| 4 | Pia Engelberty Kai Vorberg       | Sir Bernhard RS von der Wintermühle | 7,160          |                | 7,453           |
| 5 | Simone Jäiser Margit Blieske     | Luk                                 | 7,226          |                | 7,360           |
| 6 | Stefanie Kowald Hannelore Leiser | Alando                              | 7,200          |                | 7,337           |
| 7 | Ines Jückstock Ruth Jückstock    | Lamenticus                          | 7,313          |                | 6,980           |

#### Endergebnis Herren
|   | Voltigierer Longenführer             | Pferd                               | Wertung 1. Kür | Wertung 2. Kür | Gesamt- wertung |
| - | ------------------------------------ | ----------------------------------- | -------------- | -------------- | --------------- |
| 1 | Patric Looser Alexandra Knauf        | Record RS von der Wintermühle       | 8,626          | 8,793          | 8,710           |
| 2 | Nicolas Andréani Maina Jooten Dupont | Idefix de Braize                    | 8,780          | 8,246          | 8,513           |
| 3 | Viktor Brüsewitz Irina Lenkert       | Airbus                              | 8,080          |                | 8,017           |
| 4 | Lukas Klouda Kai Vorberg             | Sir Bernhard RS von der Wintermühle | 6,673          |                | 7,527           |
| 5 | Yvan Nousse Elke Schelp-Lensing      | Carlos                              | 7,046          |                | 7,510           |
| 6 | Daniel Kaiser Katja Rutzke           | Down Under                          | 5,720          |                | 6,817           |

## Medien
Die deutschen TV-Sender ARD und MDR übertrugen etwa 4½ Stunden Programm vom Weltcupfinale 2011, mehrfach auch live (siehe hierzu auch Weblinks). Eurosport zeigte eine zweistündige Zusammenfassung des Turniers in der Woche nach dem Weltcupfinale.